# Marko Božić
Marko Božić (Vienna, 14 maggio 1998) è un calciatore austriaco, centrocampista dell'Erzurumspor FK.

## Carriera
Cresciuto nel settore giovanile del Rapid Vienna, dopo aver giocato esclusivamente per la squadra riserve del club, con un breve periodo in prestito allo Stadlau, nel 2021 si trasferisce al Radomlje. Dopo un'ottima prima parte di stagione, il 31 gennaio 2022 viene acquistato dal Frosinone, con cui firma un biennale. Con i ciociari colleziona una sola presenza, in occasione della partita di campionato persa per 2-0 contro il Crotone.
Il 14 giugno seguente viene ceduto in prestito al Maribor; il 23 giugno 2023 viene riscattato dal club sloveno, con cui firma un biennale.

## Statistiche

### Presenze e reti nei club
Statistiche aggiornate al 15 marzo 2025.
| Stagione               | Squadra                | Campionato             | Campionato | Campionato | Coppe nazionali | Coppe nazionali | Coppe nazionali | Coppe continentali | Coppe continentali | Coppe continentali | Altre coppe | Altre coppe | Altre coppe | Totale | Totale |
| Stagione               | Squadra                | Comp                   | Pres       | Reti       | Comp            | Pres            | Reti            | Comp               | Pres               | Reti               | Comp        | Pres        | Reti        | Pres   | Reti   |
| ---------------------- | ---------------------- | ---------------------- | ---------- | ---------- | --------------- | --------------- | --------------- | ------------------ | ------------------ | ------------------ | ----------- | ----------- | ----------- | ------ | ------ |
| mag. 2016              | Rapid Vienna II        | RL                     | 1          | 0          | -               | -               | -               | -                  | -                  | -                  | -           | -           | -           | 1      | 0      |
| gen.-giu. 2019         | Stadlau                | RL                     | 10         | 1          | CA              | -               | -               | -                  | -                  | -                  | -           | -           | -           | 10     | 1      |
| 2019-2020              | Rapid Vienna II        | RL                     | 15         | 2          | -               | -               | -               | -                  | -                  | -                  | -           | -           | -           | 15     | 2      |
| 2020-2021              | Rapid Vienna II        | EL                     | 19         | 2          | -               | -               | -               | -                  | -                  | -                  | -           | -           | -           | 19     | 2      |
| Totale Rapid Vienna II | Totale Rapid Vienna II | Totale Rapid Vienna II | 35         | 4          |                 | -               | -               |                    | -                  | -                  |             | -           | -           | 35     | 4      |
| 2021-gen. 2022         | Radomlje               | 1.SNL                  | 19         | 3          | CS              | 2               | 1               | -                  | -                  | -                  | -           | -           | -           | 21     | 4      |
| gen.-giu. 2022         | Frosinone              | B                      | 1          | 0          | CI              | -               | -               | -                  | -                  | -                  | -           | -           | -           | 1      | 0      |
| 2022-2023              | Maribor                | 1.SNL                  | 30         | 5          | CS              | 5               | 3               | UCL+UEL+UECL       | 2+2                | 0+0+0              | -           | -           | -           | 41     | 8      |
| 2023-2024              | Maribor                | 1.SNL                  | 32         | 5          | CS              | 2               | 0               | UECL               | 4                  | 0                  | -           | -           | -           | 38     | 5      |
| 2024-2025              | Maribor                | 1.SNL                  | 15         | 4          | CS              | 1               | 0               | UEL+UCoL           | 2+6                | 0+0                | -           | -           | -           | 24     | 4      |
| Totale Maribor         | Totale Maribor         | Totale Maribor         | 77         | 14         |                 | 8               | 3               |                    | 18                 | 0                  |             | -           | -           | 103    | 17     |
| Totale carriera        | Totale carriera        | Totale carriera        | 142        | 22         |                 | 10              | 4               |                    | 18                 | 0                  |             | -           | -           | 170    | 26     |